# 211

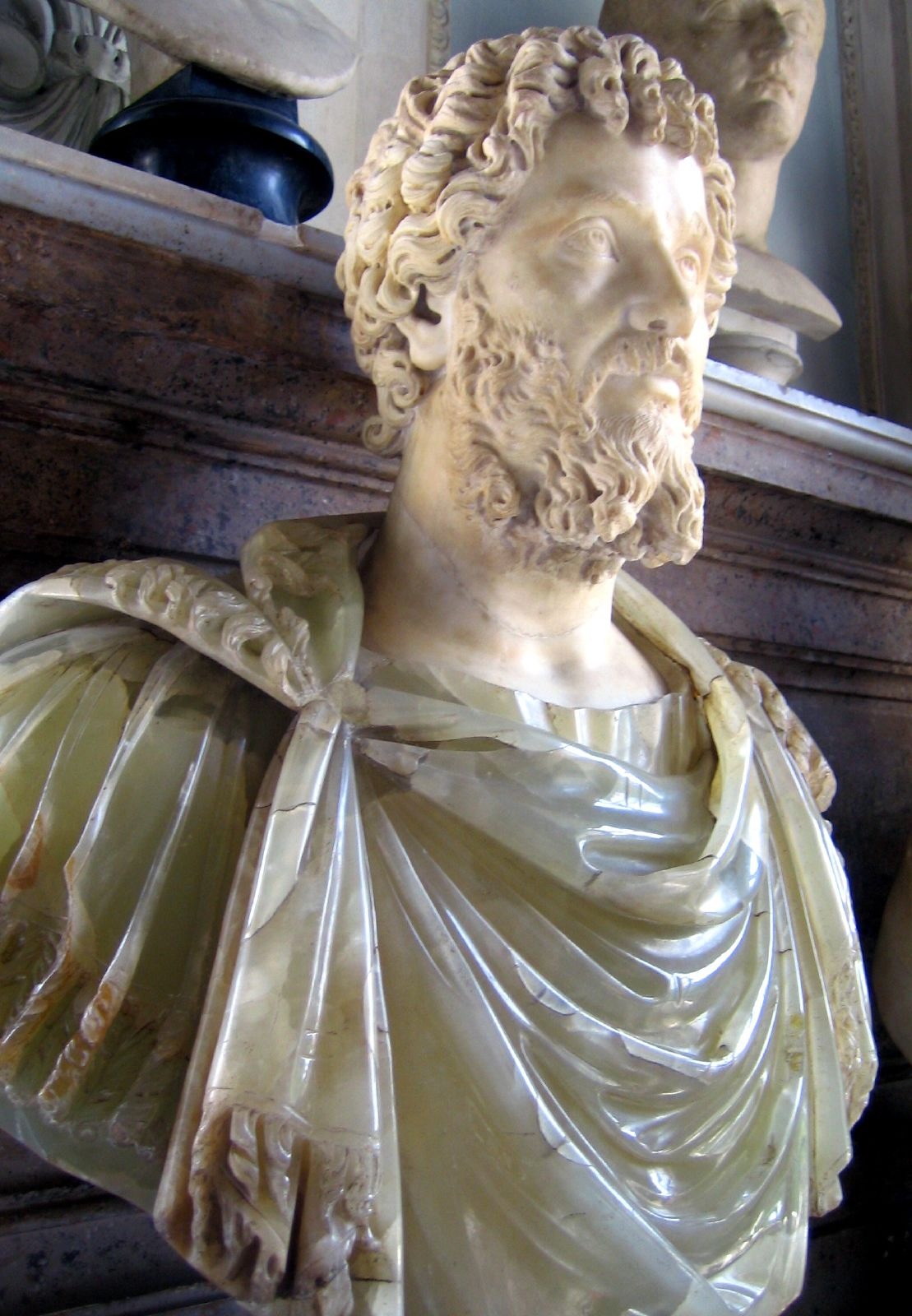
Keizer Septimius Severus (145 - 211)

Het jaar 211 is het 11e jaar in de 3e eeuw volgens de christelijke jaartelling.

## Gebeurtenissen

### Italië
- 4 februari - Keizer Septimius Severus overlijdt na een regeerperiode van 18 jaar te Eboracum (huidige York) in Brittannië.
- De Senaat erkent Marcus Aurelius Antoninus (Caracalla) en zijn broer Publius Septimius Geta als keizers van het Romeinse Keizerrijk.
- 19 december - Keizerin Julia Domna regelt een ontmoeting met haar zoons Caracalla en Geta, om hun machtsgeschil bij te leggen. Caracalla laat (waarschijnlijk) zijn broer Geta vermoorden en richt een bloedbad aan onder de Romeinse bevolking. Meer dan 20.000 mensen waaronder vrienden en aanhangers van Geta, gouverneurs en senatoren worden afgeslacht.
- Keizer Caracalla laat zijn ex-vrouw Publia Fulvia Plautilla op het eiland Lipari vermoorden, waar ze in ballingschap leeft.

### Brittannië
- Caracalla (r. 211-217) wordt door de Britten geaccepteerd als heerser van Brittannië en neemt de koningsnaam "Bassianus" aan. Hij sluit een vredesverdrag met de Picten in Schotland.

## Overleden
- 4 februari - Lucius Septimius Severus (65), keizer van het Romeinse Keizerrijk
- 19 december - Publius Septimius Geta (22), medekeizer en zoon van Septimius Severus
- Publia Fulvia Plautilla, keizerin en echtgenote van Caracalla